# Johann Georg Stein
Johann Georg Stein (getauft 18. Juli 1712 in Berlstedt; † 16. November 1785 in Lüneburg), genannt der Ältere, war ein deutscher Orgelbauer.

## Leben und Werk
Johann Georg Stein (nicht zu verwechseln mit dem Augsburger Instrumentenbauer gleichen Namens) war Sohn des Zimmermanns Daniel Stein und dessen Frau Anna Elisabeth, geb. Schröder. In seinem Geburtsort Berlstedt wurde bereits im frühen 18. Jahrhundert das Handwerk des Orgelbaus gepflegt. Die damals einflussreichsten Orgelbauer des Gebietes um Erfurt, Johann Georg Schröter und Franciscus Volckland, stammten aus demselben Ort. Schröter war zudem der Onkel von Johann Georg Stein. Dass Stein ein Schüler Schröters war, lässt sich anhand der großen Ähnlichkeit seiner Orgelwerke mit denen Schröters belegen.
Über eigene Werke Steins in Thüringen und seine Zeit als Geselle ist bisher nichts bekannt, man weiß lediglich von ihm selbst, dass er seine Lehre in Erfurt absolviert hat („gelärnt Erfurth in Thüringen“). Anzunehmen ist, dass Stein nach einer Lehre als Zimmermann bei seinem Vater um 1730 mit der Ausbildung bei Schröter in Erfurt begann und dann bis zur Auflösung von dessen Werkstatt dessen Mitarbeiter war. Die starke Aktivität des Konkurrenten Volckland sowie der Mangel an Aufträgen für einen neuen Orgelbauer können Gründe dafür gewesen sein, dass er die Gegend verließ.
Um 1745 taucht sein Name erstmals in Uelzen auf. Hier errichtete Stein eine eigene Orgelwerkstatt und baute in der St. Marienkirche sein erstes bekanntes Werk mit 32 Registern. Dieser Neubau wurde so sehr gelobt, dass es Stein gelang, im Uelzener Umkreis Fuß zu fassen. 1758 nutzte er die Gelegenheit, die Werkstatt des verstorbenen Orgelbauers Johann Matthias Hagelstein in Lüneburg zu übernehmen und verlegte seinen Wohnsitz dorthin. Die folgenden Jahre pflegte er die Orgeln der vier Hauptkirchen Lüneburgs und errichtete auch einige Neubauten. Besonderen Kontakt hielt er zum Organisten der Kirche St. Johannis, Johann Christoph Schmügel, der auch komponierte.
Zwei Söhne Steins (Johann Georg Stein der Jüngere und Johann Rudolph Anton Stein) wurden ebenfalls Orgelbauer. Ersterer trat nach dem Tod des Vaters als Erbe die Werkstatt an und vollendete den letzten Auftrag des Vaters in Boizenburg. Den großen Neubau im Schweriner Dom 1790 konnte der junge Stein aufgrund einer schweren psychischen Erkrankung nicht mehr zu Ende führen.

## Bedeutung
Die musikgeschichtliche Bedeutung Steins liegt darin, dass er den Orgelbaustil Thüringens nach Norddeutschland exportierte und dort mit lokalen Bautraditionen verknüpfte. Seine Orgelbauten stehen technisch und klanglich in der thüringischen Tradition des 18. Jahrhunderts. Zu erwähnen ist besonders die reichhaltige Besetzung mit färbenden Grundstimmen. Von seinen Instrumenten sind nur die Orgeln in Warlitz und Trebel erhalten. Sie konnten inzwischen beide restauriert werden.

## Werke (Neubauten)
In der fünften Spalte der Tabelle gibt die römische Zahl die Anzahl der Manuale und die arabische Zahl in der sechsten Spalte die Anzahl der klingenden Register an. Ein großes „P“ ein selbstständiges, ein kleines „p“ für ein angehängtes Pedal. Eine Kursivierung zeigt an, dass die Orgel nicht mehr oder nur noch der Prospekt erhalten ist.
| Jahr      | Ort                  | Kirche                 | Bild | Manuale | Register | Anmerkungen                                             |
| --------- | -------------------- | ---------------------- | ---- | ------- | -------- | ------------------------------------------------------- |
| 1752-1754 | Uelzen               | St. Marien             |      |         | 32       | Gehäuse erhalten                                        |
| 1756-1757 | Celle                | Neuenhäuser Kirche     |      |         |          | Gehäuse in Steinhorst erhalten                          |
| 1764      | Dahlenburg           |                        |      |         |          | Gehäuse erhalten                                        |
| 1765      | Hamburg-Finkenwerder |                        |      |         |          |                                                         |
| 1770      | Warlitz              | St. Trinitatis         |      | I/p     | 9        | Gehäuse und Werk erhalten                               |
| 1770      | Schwarmstedt         | St.-Laurentius-Kirche  |      |         |          | Gehäuse erhalten                                        |
| 1772      | Bad Bevensen         |                        |      |         |          |                                                         |
| 1776      | Wustrow              | St. Laurentius         |      |         |          |                                                         |
| 1777      | Trebel               | Feldsteinkirche Trebel |      | II/P    | 19       | Gehäuse und Werk erhalten                               |
| 1780–1785 | Lüneburg             | St. Nikolai            |      |         |          |                                                         |
| 1785–?    | Boizenburg/Elbe      | Marienkirche           |      |         |          | Vertrag 1785, ausgeführt durch J. G. Stein den Jüngeren |